# Amitabha (oiseau)
Pour l’article homonyme, voir Amitābha.
Amitbha urbsinterdictensis
Genre
Espèce
Amitabha est un genre éteint d'oiseaux de la famille des Rallidae, représenté par une seule espèce, Amitbha urbsinterdictensis qui a vécu lors de l'Éocène moyen (il y a environ 50 millions d'années) en Amérique du Nord.

## Systématique
Le genre Amitabha et l'espèce Amitabha urbsinterdictensis ont été décrits et nommés, sur la base d'un seul spécimen, par Bonnie E. Gulas‐Wroblewski (d) et Anton Wroblewski (d)

## Spécimen
Le seul spécimen connu d’Amitabha urbsinterdictensis est le type AMNH 30331, qui consiste en un squelette partiel, comprenant un humérus incomplet, une omoplate, un sternum et un bassin. Il provient de la formation Bridger (en) du Wyoming, qui est de l’âge de l’Éocène moyen.

## Relations
Dans leur article de 2003, Gulas-Wroblewski et Wroblewski ont trouvé que Amitabha urbsinterdictensis est un galliforme du groupe couronne et un membre des phasianidae, le groupe qui comprend également des oiseaux tels que les paons, les faisans et les dindes. Gerald Mayr a critiqué cette analyse. Une étude réalisée en 2009 par Daniel T. Ksepka (d) a révélé que l'espèce n'appartenait ni à la couronne, ni à la tige des galliformes, mais avait plutôt des affinités avec les rallidae.

## Étymologie
Expliquant leur choix de nom, Gulas-Wroblewski et Wroblewski ont écrit « urbsinterdictensis fait référence à la localité de « Cité Interdite » du Wyoming. Amitabha est pour le bouddha Amitābha, le bodhisattva de l'illumination et de la compassion, qui adopte généralement la forme d'un paon lorsqu'il est incarné dans le monde matériel ».

## Publication originale
- (en) Bonnie E. Gulas‐Wroblewski et Anton F.-J. Wroblewski, « A crown-group galliform bird from the Middle Eocene Bridger Formation of Wyoming », Palaeontology, Londres, Wiley-Blackwell et Palaeontological Association, vol. 46, no 6,‎ novembre 2003, p. 1269-1280 (ISSN 0031-0239 et 1475-4983, OCLC 44674714 et 1761779, DOI 10.1046/J.0031-0239.2003.00340.X, lire en ligne).